# Lydion

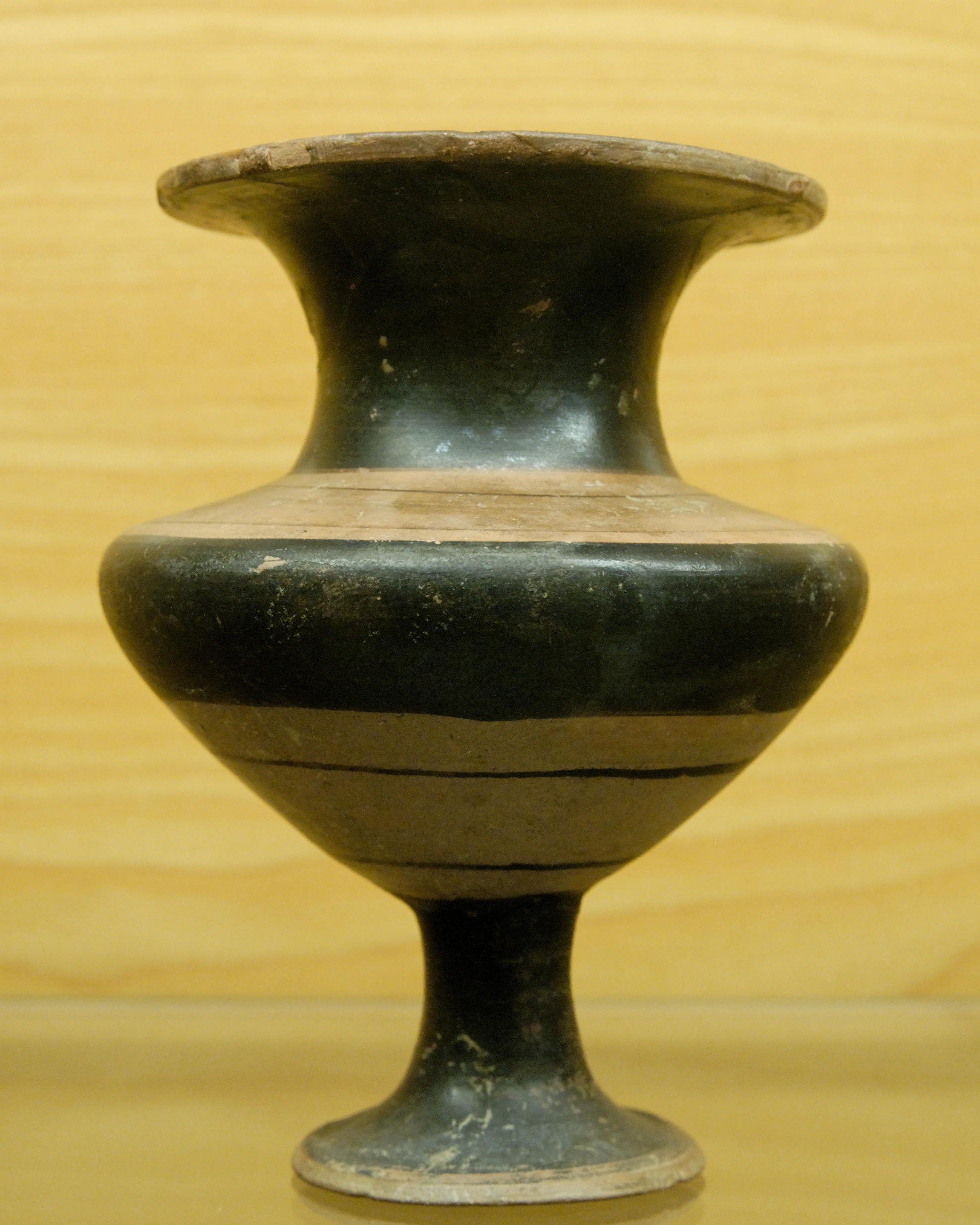
Ionisch-schwarzfiguriges Lydion mit Streifendekor, 2. Hälfte des 6. Jh. v. Chr., gefunden in Gela, heute im Museo Archeologico Regionale Antonino Salinas in Palermo

Das Lydion (altgriechisch λύδιον lýdion; Plural Lydia) war eine antike Vasenform.
Das Lydion stammte, wie der Name schon andeutet, aus dem antiken Lydien und wurde auch im antiken Griechenland von den Töpfern übernommen. Besonders beliebt war die kleine Form eines bauchigen und henkellosen Salbölgefäßes in Ostgriechenland. Das Gefäß stand auf einem engen, relativ hohen Fuß, der entweder eine zylindrische oder eine konische Form hatte. Der Hals konnte unterschiedlich lang sein und war kantig abgesetzt. Die Lippe war waagerecht. Verziert wurde das Lydion im Allgemeinen im Streifendekor. In Athen wurde die Form nur selten produziert, figürlich verziert wurde sie noch seltener.